# 冠状縫合
冠状縫合（かんじょうほうごう）は頭頸部の関節の一つ。密度が高い繊維性結合組織の関節で、前頭骨と頭頂骨の間にある。出生時には、存在しない。沿軸中胚葉由来の組織。

## 病理
骨の成長が異常に早い場合には、早期閉鎖が発生することがある。この場合、頭蓋骨の変形が発生する。冠状縫合の早期閉鎖によって発生する奇形は以下の2つが知られる。
- 尖頭症 高く、筒型の頭蓋となる。
- 斜頭 ねじれ、非対称となる。

## 追加画像

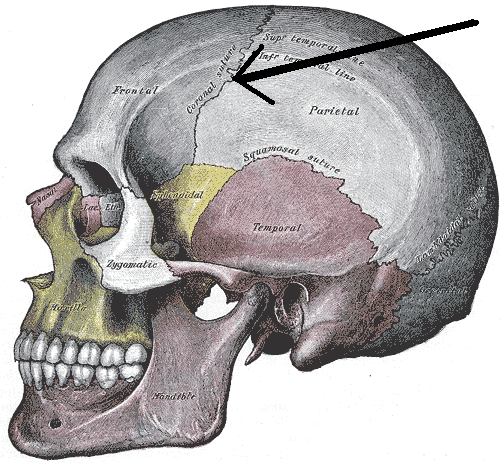
横から見た頭蓋骨。黒い矢印の先が冠状縫合。
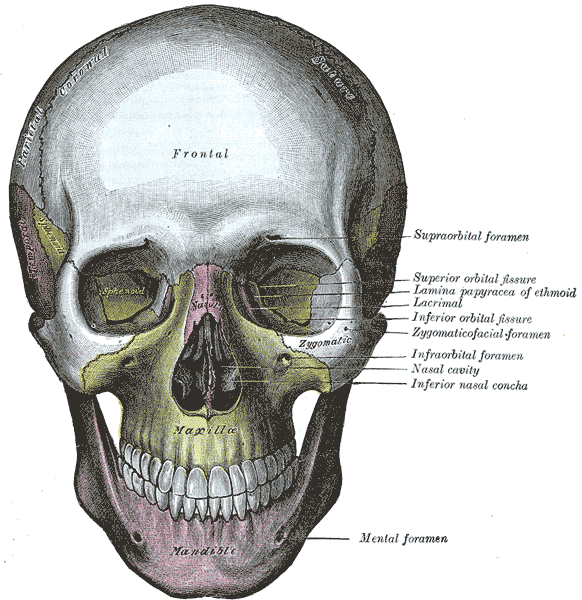
前方から見た頭蓋骨。
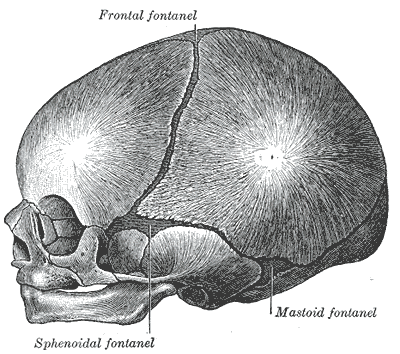
生まれたての赤ん坊の頭蓋骨。
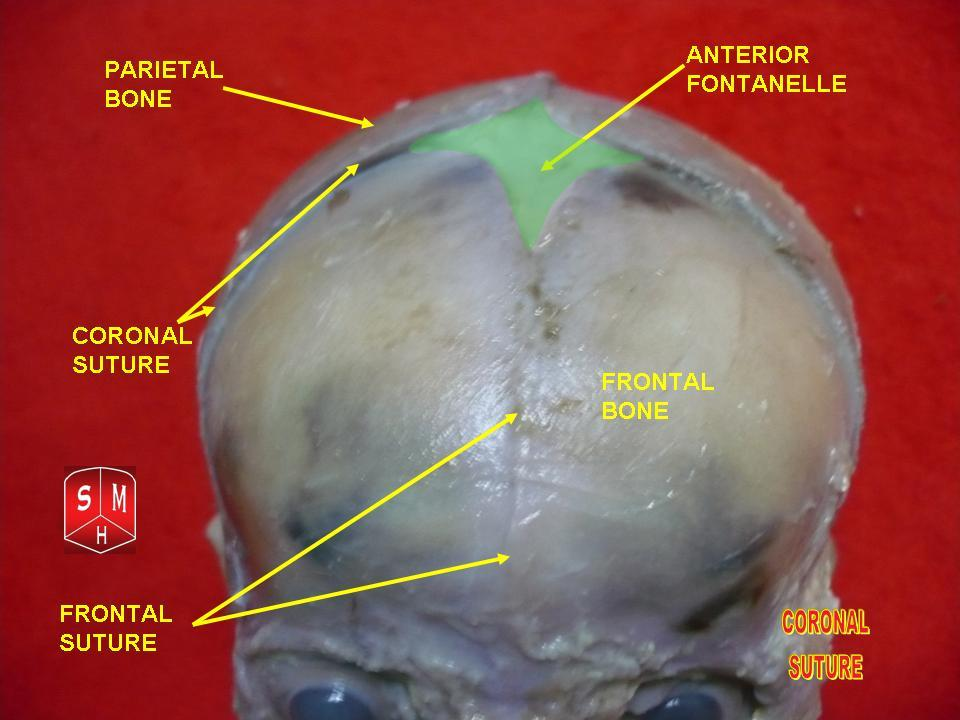
赤ん坊の頭蓋骨。
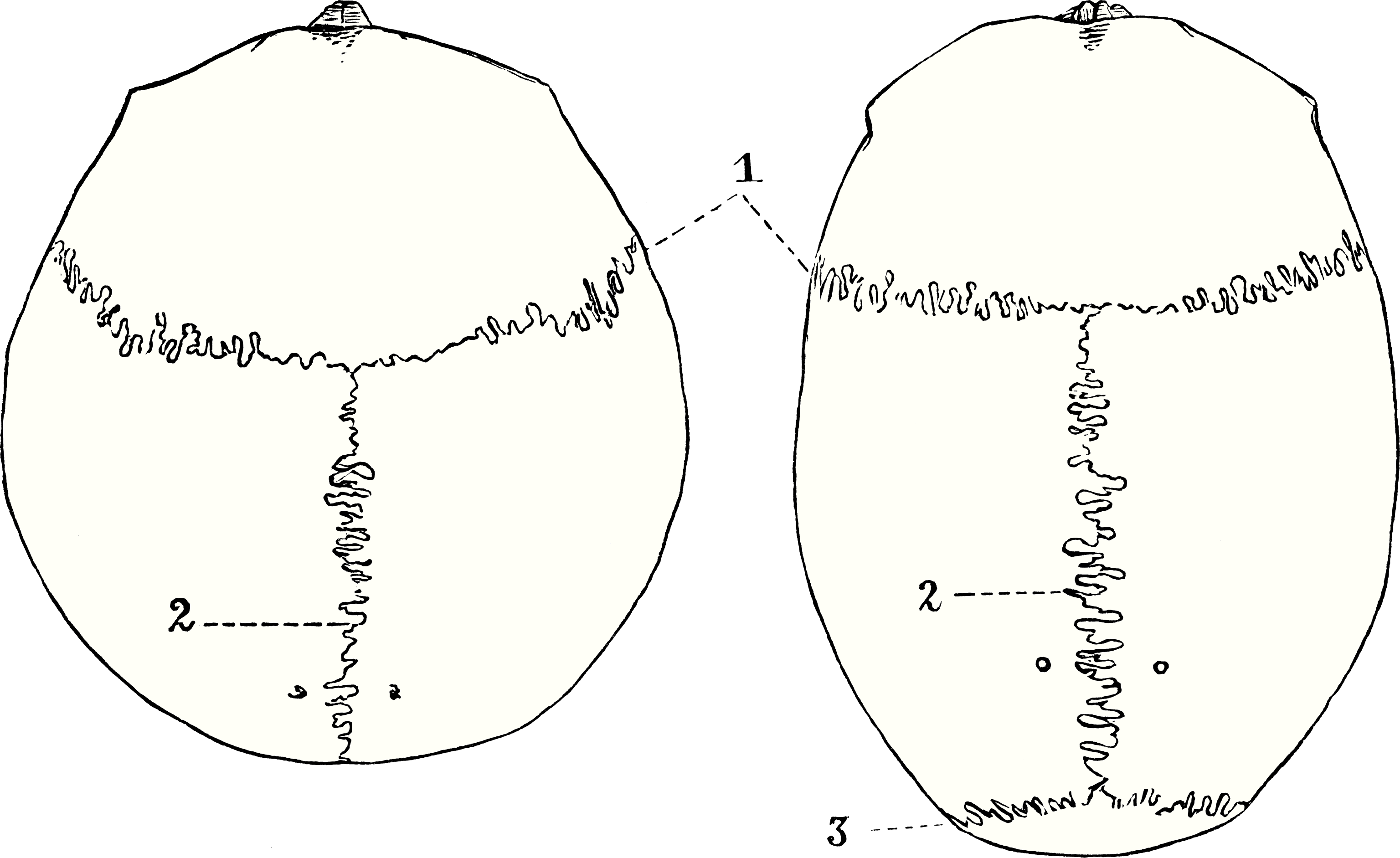
上から見た頭蓋骨。図中1番が冠状縫合。